# Survivor (album Destiny’s Child)
Survivor – trzeci album grupy Destiny’s Child, pierwsze wydawnictwo grupy jako trio. Został wydany 1 maja 2001. Promuje go piosenka tytułowa „Survivor”.

## Lista utworów
1. „Independent Women Part I”
2. „Survivor”
3. „Bootylicious”
4. „Nasty Girl”
5. „Fancy”
6. „Apple Pie À La Mode”
7. „Sexy Daddy”
8. „Perfect Man” (utwór dodatkowy)
9. „Independent Women Part II”
10. „Happy Face”
11. „Dance With Me” (utwór dodatkowy)
12. „My Heart Still Beats” (feat. Beyoncé) (utwór dodatkowy)
13. „Emotion”
14. „Brown Eyes”
15. „Dangerously in Love”
16. „The Story of Beauty”
17. „Gospel Medley”
18. „Outro (DC-3) Thank You”

Edycja japońska
1. „Survivor” (Maurice’s Radio Mix)

## Pozycje na listach przebojów i certyfikaty
| Lista (2001)                    | Nadawca certyfikatu                | Najwyższa pozycja | Certyfikat | Sprzedaż  |
| ------------------------------- | ---------------------------------- | ----------------- | ---------- | --------- |
| Australian ARIA Albums Top 50   | ARIA                               | 4                 | 2x Platyna | 140 000   |
| Austrian Albums Chart           | Media Control                      | 1                 |            |           |
| Belgian (Flandria) Albums Chart | Ultratop                           | 1                 |            |           |
| Belgian (Walonia) Albums Chart  | Ultratop                           | 1                 |            |           |
| Danish Albums Chart             |                                    | 7                 |            |           |
| Dutch Albums Chart              | MegaCharts                         | 1                 |            |           |
| Finnish Albums Chart            |                                    | 4                 |            |           |
| French Albums Chart             | SNEP/IFOP                          | 4                 |            |           |
| German Albums Chart             | Media Control                      | 1                 |            |           |
| Italian Albums Chart            | FIMI                               | 9                 |            |           |
| New Zealand Albums Chart        | RIANZ                              | 5                 |            |           |
| Norwegian Albums Chart          | VG Nett                            | 1                 |            |           |
| Swedish Albums Chart            | GLF                                | 2                 | Platyna    | 60 000    |
| Swiss Albums Chart              | Media Control                      | 1                 |            |           |
| UK Albums Chart                 | BPI/The Official UK Charts Company | 1                 | 3x Platyna | 1 025 000 |
| U.S. Billboard 200              | Billboard                          | 1                 | 4x Platyna | 4 000 000 |
| U.S. Top R&B/Hip-Hop Albums     | Billboard                          | 1                 | 4x Platyna | 4 000 000 |

W Polsce album uzyskał certyfikat złotej płyty.